# Geoffrey de Muschamp
Geoffrey de Muschamp († 6. Oktober 1208) war ein englischer Geistlicher. Ab 1198 war er Bischof von Coventry.

## Aufstieg im Gefolge von Geoffrey von York
Geoffrey de Muschamp begann seine Karriere im Dienst von Geoffrey von York, einem unehelichen Sohn von König Heinrich II., als dieser seinem Vater als Kanzler diente. Nach der Chronik von Roger von Hoveden soll Geoffrey nach dem Tod von Heinrich II. 1189 betrügerischerweise das königliche Siegel verwandt haben, um Muschamp das Amt des Archidiakons von Cleveland sowie zwei Pfründen in York zu verschaffen. Als Geoffrey von York sich 1194 seinem Bruder König Richard unterwerfen musste, gestand er den Missbrauch des Siegels, worauf Muschamp seine Ämter verlor. Erst gegen Zahlung von £ 100 an den König soll Muschamp sein Amt zurückerhalten haben. Wahrscheinlicher ist jedoch, dass Geoffrey von York 1189 noch die letzten Anordnungen seines sterbenden Vaters ausgeführt hatte. Als er jedoch 1194 sowohl die Gunst seines Bruders verloren hatte wie auch als Erzbischof von York mit seinem Kathedralkapitel zerstritten war, verlor auch sein Günstling Muschamp zeitweise sein Amt. Muschamp scheint sich jedoch mit dem Kathedralkapitel arrangiert zu haben, denn er gehörte der dreiköpfigen Delegation an, die 1194 im Auftrag des Kathedralkapitels nach Rom reiste. Dort erreichten sie, dass der Papst die Exkommunikationen und Kirchenstrafen annullierte, die Geoffrey als Erzbischof ausgesprochen hatte. Dies führte zum Bruch von Muschamp mit Geoffrey von York.

## Bischof von Coventry
1198 wurde Muschamp wohl auf Geheiß von König Richard von den Mönchen des Kathedralpriorats von Coventry zum Bischof von Coventry gewählt. Am 21. Juni wurde er von Erzbischof Hubert Walter in Canterbury zum Bischof geweiht. Über seine Amtszeit ist wenig bekannt, wobei er anscheinend seine Aufgaben als Bischof erfüllte. Am 27. Mai 1199 nahm er an der Krönung von Johann Ohneland teil, und im September 1200 nahm er an einer Kirchenprovinzialversammlung in Westminster und im Oktober 1206 an einer Kirchenratsversammlung in Reading teil. Als nach dem Tod von Hubert Walter 1205 die Wahl eines neuen Erzbischofs von Canterbury umstritten war, gehörte Muschamp zu den englischen Bischöfen, die in einem Brief an den Papst die Beteiligung der Bischöfe an der Wahl forderten. Als Papst Innozenz III. wegen des Streits über die Wahl des Erzbischofs im März 1208 das Interdikt über England verhängte, blieb Muschamp wohl in England. Nach seinem Tod wurde er gemäß der Tradition der Bischöfe von Lichfield und Coventry in der Kathedrale von Lichfield begraben.
Nach seinem Tod wurde die Wahl des königlichen Günstlings Walter de Gray zum neuen Bischof vom Papst abgelehnt. Nachdem der König 1209 exkommuniziert worden war, wurde erst 1214 William of Cornhill als neuer Bischof von Coventry eingesetzt.